# Екстремальний транснептуновий об'єкт

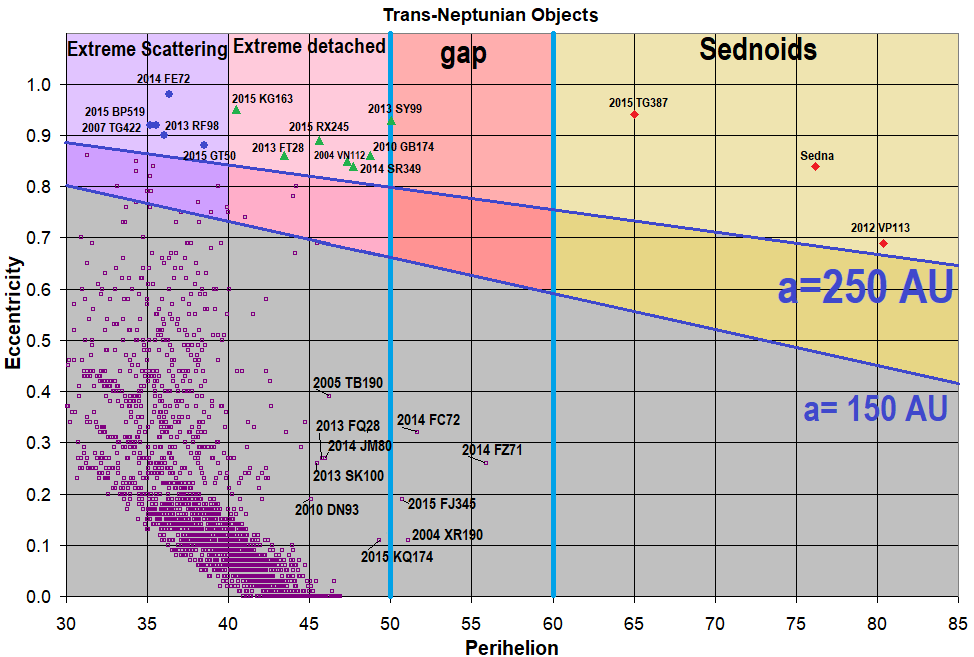
На цій діаграмі зображено транснептунові об'єкти (ТНО) з перигелієм за межами орбіти Нептуна (30 а. о.). Звичайні ТНО розташовані в нижній лівій частині діаграми. ЕТНО мають велику піввісь, яка перевищує 150—250 а. о. Їх можна згрупувати за перигелієм у три окремі популяції:
ЕТНО Розсіяного диску (38—45 а. о.)
Відокремлені ЕТНО (від 40—45 до 50—60 а. о.)
Седноїди, або об'єкти внутрішніх областей Хмари Оорта (більше 50—60 а. о.)

Екстремальний транснептуновий об'єкт (ЕТНО) — це транснептуновий об'єкт, який обертається навколо Сонця далеко за межами орбіти Нептуна (30 а. о.) у найвіддаленіших областях Сонячної системи. Велика піввісь орбіти ЕТНО становить щонайменше 150—250 а. о. Планети-гіганти впливають на його орбіту набагато менше, ніж на всі інші відомі транснептунові об'єкти. Однак на них може впливати гравітаційна взаємодія з гіпотетичною Дев'ятою планетою, яка надає цим об'єктам орбіт подібного типу. Відомі ЕТНО демонструють статистично значущу асиметрію в розподілах пар об'єктів із малими відстанями висхідних і низхідних вузлів орбіт, що може бути ознакою наявності зовнішнього гравітаційного збурення.
ETNO можна розділити на три підгрупи.
- Екстремальні транснептунові об'єкти Розсіяного диску (ESDO) мають перигелій близько 38—45 а. о. і винятково високий ексцентриситет — понад 0,85. Як і звичайні об'єкти Розсіяного диску, вони, ймовірно, утворилися внаслідок гравітаційного розсіювання Нептуном і досі взаємодіють із планетами-гігантами.
- Відокремлені екстремальні транснептунові об'єкти (EDDO) мають перигелій на відстані від 40—45 до 50—60 а. о., зазнають меншого впливу Нептуна, ніж екстремальні транснептунові об'єкти Розсіяного диску, але їхні орбіти все ж розташовані відносно близько до орбіти Нептуна.
- Седноїди, або об'єкти внутрішніх областей хмари Оорта, з перигелієм понад 50—60 а. о., розташовані надто далеко від Нептуна і тому не зазнають відчутного впливу з його боку[2].

## Седноїди

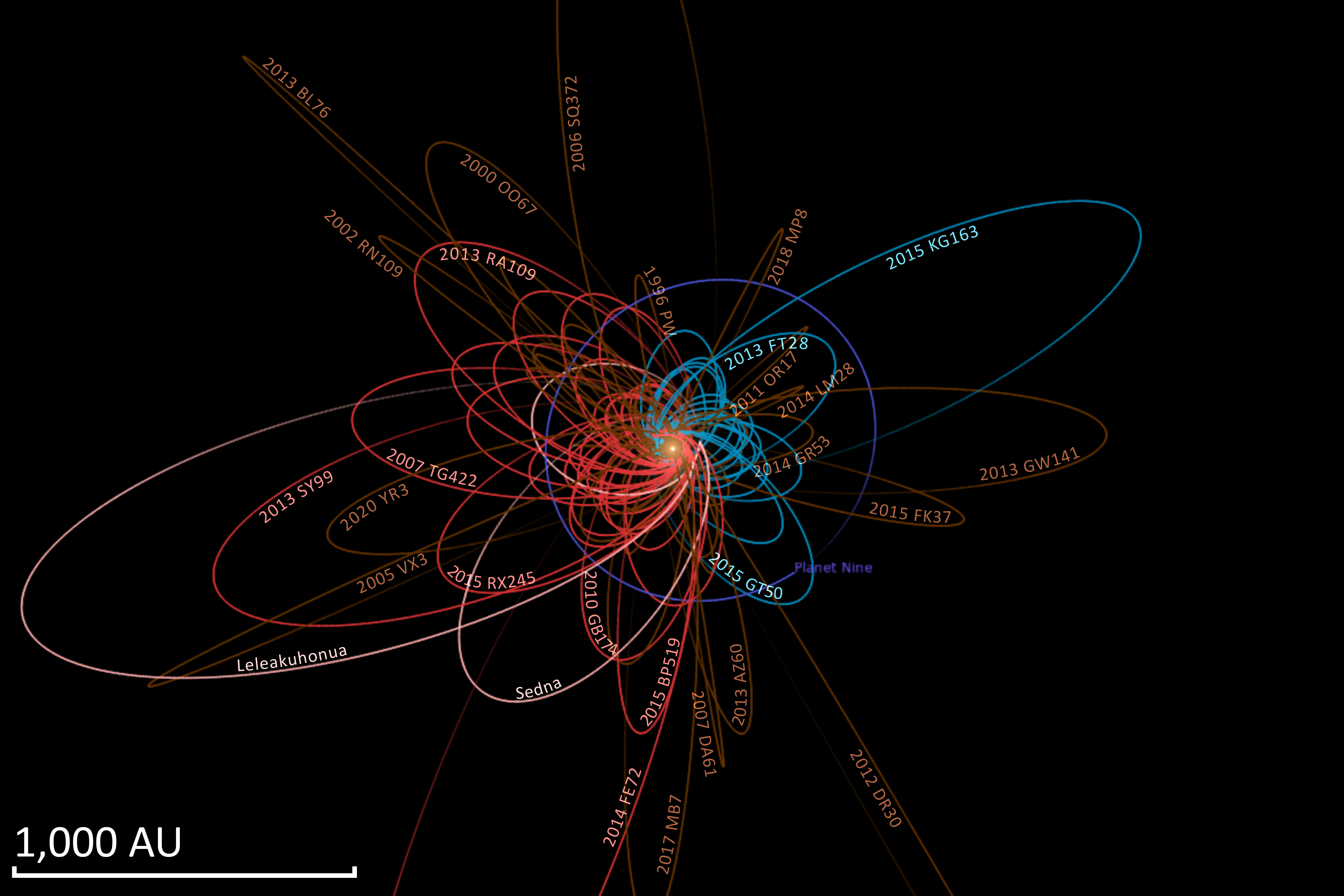
Орбіти Седни, 2012 VP_{113}, Лелеакугонуа та деяких інших дуже далеких об'єктів, а також розрахована орбіта Дев'ятої планети.

До екстремальних транснептунових об'єктів належать седноїди — чотири об'єкти з надзвичайно великим перигелієм:
- Седна
- 2012 VP113
- Лелеакугонуа
- 2021 RR205[en].

Седна і 2012 VP113 — далекі відокремлені транснептунові об'єкти з перигелієм понад 70 а. о. Вони обертаються навколо Сонця на таких великих відстанях, що практично не відчувають гравітаційного впливу з боку Нептуна. Великий перигелій Седни пояснюють гравітаційним впливом далекої ще не відкритої планети або близьким проходженням випадкової зорі (можливо, членом зоряного скупчення, у якому утворилося Сонце) поблизу Сонячної системи.

## Відкриття Трухільйо та Шеппарда
Екстремальні транснептунові об'єкти, відкриті астрономами Чедвіком Трухільйо та Скоттом Шеппардом:
- 2013 FT28, довгота перигелію збігається з Планетою Дев'ять, але перебуває в межах її передбачуваної орбіти, де, згідно з результатами комп'ютерного моделювання, гравітаційний вплив інших тіл майже відсутній[9].
- 2014 SR349[en]: його орбіта, схоже, розвернута в протилежний бік відносно Дев'ятої планети[9].
- 2014 FE72, об'єкт із настільки екстремальною орбітою, що він, рухаючись надзвичайно видовженим еліпсом, віддаляється від Сонця аж на 3000 а. о. — на такій відстані на його орбіту впливають інші зорі[10][11][12][13].

## Огляд походження зовнішніх областей Сонячної системи
Під час огляду походження зовнішніх областей Сонячної системи було виявлено інші екстремальні транснептунові об'єкти:
- 2013 SY99[en] — має менший нахил, ніж багато інших об'єктів. У березні 2016 року Мішель Банністер[en] згадувала його на лекції в Інституті SETI, а пізніше, у жовтні 2016 року, — на конференції Американського астрономічного товариства (AAS)[15][16].
- 2015 KG163[en] — має орієнтацію, подібну до 2013 FT28, але має більшу велику піввісь, що може призвести до перетину його орбіти з орбітою Дев'ятої планети.
- 2015 RX245[en] — входить до підгрупи об'єктів з орбітами, розвернутими в протилежний бік відносно Дев'ятої планети.
- 2015 GT50[en] — не входить ні до групи з прямою, ні до групи з протилежною орбітою; натомість його орбіта орієнтована під прямим кутом до прогнозованої орбіти Дев'ятої планети. Його аргумент перигелію теж перебуває поза межами скупчення аргументів перигелію.

З початку 2016 року було відкрито ще десять ЕТНО з орбітами, перигелій яких перевищує 30 а. о., а велика піввісь — 250 а. о. Таким чином, їхня загальна кількість зросла до 16 (повний список див. у наведеній нижче таблиці). Більшість ЕТНО мають перигелій, значно більший, ніж в орбіти Нептуна, який обертається на відстані 30 а. о. від Сонця. Як правило, ТНО з перигелієм менше 36 а. о. перебувають під відчутним впливом з боку Нептуна. Більшість ЕТНО відносно невеликі, але нині відносно яскраві, тому що, рухаючись своїми еліптичними орбітами, проходять найближчі до Сонця відстані. Вони також зазначені в наведених нижче орбітальних діаграмах і таблиці.

## Пошук у даних, отриманих космічним телескопом TESS
Шукаючи кандидатів в об'єкти зовнішніх областей Сонячної системи, Малена Райс (Malena Rice) і Грегорі Лафлін застосували алгоритм цілеспрямованого пошуку зі зсувом стеку для аналізу даних щодо секторів 18 і 19, отриманих космічним телескопом TESS. Завдяки цьому методу були «виявлені» вже відомі ЕТНО, як-от Седна, а також знайдені 17 нових кандидатів в об'єкти зовнішніх областей Сонячної системи, розташованих на відстанях у діапазоні 80—200 а. о. Підтвердження їх існування потребує подальших спостережень за допомогою наземних телескопів. Перші перевірки за допомогою даних, отриманих Телескопом Вільяма Гершеля (WHT), спрямованих на виявлення цих далеких кандидатів у ТНО, не підтвердили існування двох із них.

## Список
| Об'єкт                                      | Барицентрична орбіта (JD 2459600,5) | Барицентрична орбіта (JD 2459600,5) | Барицентрична орбіта (JD 2459600,5) | Барицентрична орбіта (JD 2459600,5) | Барицентрична орбіта (JD 2459600,5) | Барицентрична орбіта (JD 2459600,5) | Барицентрична орбіта (JD 2459600,5) | Барицентрична орбіта (JD 2459600,5) | Орбітальна площина | Орбітальна площина           | Орбітальна площина      | Космічне тіло             | Космічне тіло           | Космічне тіло |
| Об'єкт                                      | Стабільність                        | Орбітальний період (роки)           | Велика піввісь (а. о.)              | Перигелій (а. о.)                   | Афелій (а. о.)                      | Поточна відстань від Сонця (а. о.)  | Ексцентриситет орбіти               | Аргумент перигелію ω (°)            | Нахил орбіти i (°) | Довгота                      | Довгота                 | Абсолютна зоряна величина | Поточна зоряна величина | Діаметр (км)  |
| Об'єкт                                      | Стабільність                        | Орбітальний період (роки)           | Велика піввісь (а. о.)              | Перигелій (а. о.)                   | Афелій (а. о.)                      | Поточна відстань від Сонця (а. о.)  | Ексцентриситет орбіти               | Аргумент перигелію ω (°)            | Нахил орбіти i (°) | висхідного вузла ☊ або Ω (°) | перигелію ϖ = ω + Ω (°) | Абсолютна зоряна величина | Поточна зоряна величина | Діаметр (км)  |
| ------------------------------------------- | ----------------------------------- | ----------------------------------- | ----------------------------------- | ----------------------------------- | ----------------------------------- | ----------------------------------- | ----------------------------------- | ----------------------------------- | ------------------ | ---------------------------- | ----------------------- | ------------------------- | ----------------------- | ------------- |
| Седна                                       | Стабільний                          | 11 400                              | 485                                 | 76,3                                | 893                                 | 84,5                                | 0,84                                | 311,3                               | 11,9               | 144,2                        | 95,6                    | 1,3                       | 20,7                    | 1,000         |
| Аліканто                                    | Стабільний                          | 5900                                | 327                                 | 47,3                                | 608                                 | 48,1                                | 0,86                                | 326,7                               | 25,6               | 66,0                         | 32,7                    | 6,5                       | 23,5                    | 200           |
| 2007 TG422                                  | Нестабільний                        | 11 260                              | 502                                 | 35,6                                | 969                                 | 38,5                                | 0,93                                | 285,6                               | 18,6               | 112,9                        | 38,4                    | 6,5                       | 22,5                    | 200           |
| Лелеакугонуа                                | Стабільний                          | 35 300                              | 1090                                | 65,2                                | 2110                                | 78,0                                | 0,94                                | 117,8                               | 11,7               | 300,8                        | 58,5                    | 5,5                       | 24,6                    | 220           |
| 2010 GB174                                  | Стабільний                          | 6600                                | 342                                 | 48,6                                | 636                                 | 73,1                                | 0,86                                | 347,1                               | 21,6               | 130,9                        | 118,0                   | 6,5                       | 25,2                    | 200           |
| 2012 VP113                                  | Стабільний                          | 4300                                | 261                                 | 80,4                                | 443                                 | 84,0                                | 0,69                                | 293,6                               | 24,1               | 90,7                         | 24,3                    | 4,0                       | 23,3                    | 600           |
| 2013 FL28                                   | ?                                   | 6780                                | 358                                 | 32,2                                | 684                                 | 33,4                                | 0,91                                | 225,1                               | 15,8               | 294,4                        | 159,5 (*)               | 8,0                       | 23,4                    | 100           |
| 2013 FT28                                   | Метастабільний                      | 5050                                | 305                                 | 43,4                                | 566                                 | 55,2                                | 0,86                                | 40,8                                | 17,4               | 217,7                        | 258,5 (*)               | 6,7                       | 24,2                    | 200           |
| 2013 RF98                                   | Нестабільний                        | 6900                                | 370                                 | 36,1                                | 705                                 | 37,6                                | 0,90                                | 311,6                               | 29,6               | 67,6                         | 19,2                    | 8,7                       | 24,6                    | 70            |
| 2013 RA109                                  | ?                                   | 9950                                | 463                                 | 46,0                                | 880                                 | 47,4                                | 0,90                                | 262,9                               | 12,4               | 104,8                        | 7,6                     | 6,1                       | 23,1                    | 200           |
| 2013 SY99                                   | Метастабільний                      | 19 800                              | 733                                 | 50,0                                | 1420                                | 57,9                                | 0,93                                | 32,2                                | 4,2                | 29,5                         | 61,7                    | 6,7                       | 24,5                    | 250           |
| 2013 SL102                                  | Нестабільний                        | 5590                                | 326                                 | 38,1                                | 614                                 | 39,3                                | 0,88                                | 265,4                               | 6,5                | 94,6                         | 0,0 (*)                 | 7,0                       | 23,2                    | 140           |
| 2014 FE72                                   | Нестабільний                        | 92 400                              | 2040                                | 36,1                                | 4050                                | 64,0                                | 0,98                                | 133,9                               | 20,6               | 336,8                        | 110,7                   | 6,2                       | 24,3                    | 200           |
| 2014 SX403                                  | ?                                   | 7180                                | 370                                 | 35,5                                | 710                                 | 45,1                                | 0,90                                | 174,7                               | 42,9               | 149,2                        | 323,9 (*)               | 7,1                       | 23,8                    | 130           |
| 2014 SR349                                  | Стабільний                          | 5160                                | 312                                 | 47,7                                | 576                                 | 54,8                                | 0,85                                | 340,8                               | 18,0               | 34,9                         | 15,6                    | 6,7                       | 24,2                    | 200           |
| 2014 TU115                                  | ?                                   | 6140                                | 335                                 | 35,0                                | 636                                 | 35,3                                | 0,90                                | 225,3                               | 23,5               | 192,3                        | 57,7                    | 7,9                       | 23,5                    | 90            |
| 2014 WB556                                  | Метастабільний?                     | 4900                                | 288                                 | 42,7                                | 534                                 | 46,6                                | 0,85                                | 235,3                               | 24,2               | 114,7                        | 350,0 (*)               | 7,3                       | 24,2                    | 150           |
| 2015 BP519                                  | ?                                   | 9500                                | 433                                 | 35,2                                | 831                                 | 51,4                                | 0,92                                | 348,2                               | 54,1               | 135,0                        | 123,3 (*)               | 4,5                       | 21,7                    | 550           |
| 2015 DM319 (uo5m93)                         | Нестабільний?                       | 4620                                | 278                                 | 39,5                                | 516                                 | 41,7                                | 0,86                                | 43,4                                | 6,8                | 166,0                        | 209,4 (*)               | 8,7                       | 25,0                    | 80?           |
| 2015 GT50                                   | Нестабільний                        | 5510                                | 314                                 | 38,5                                | 589                                 | 42,9                                | 0,88                                | 129,3                               | 8,8                | 46,1                         | 175,4 (*)               | 8,5                       | 24,9                    | 80            |
| 2015 KG163                                  | Нестабільний                        | 22 840                              | 805                                 | 40,5                                | 1570                                | 40,5                                | 0,95                                | 32,3                                | 14,0               | 219,1                        | 251,4 (*)               | 8,2                       | 24,4                    | 100           |
| 2015 RX245                                  | Метастабільний                      | 8920                                | 421                                 | 45,7                                | 796                                 | 59,9                                | 0,89                                | 64,8                                | 12,1               | 8,6                          | 73,4                    | 6,2                       | 24,1                    | 250           |
| 2016 SA59                                   | ?                                   | 3830                                | 249,67                              | 39,1                                | 451                                 | 42,3                                | 0,84                                | 200,3                               | 21,5               | 174,7                        | 15,0                    | 7,8                       | 24,2                    | 90            |
| 2016 SD106                                  | ?                                   | 6550                                | 350                                 | 42,7                                | 658                                 | 44,5                                | 0,88                                | 162,9                               | 4,8                | 219,4                        | 22,3                    | 6,7                       | 23,4                    | 160           |
| 2018 VM35                                   | Стабільний                          | 4500                                | 252                                 | 45,0                                | 459                                 | 54,8                                | 0,82                                | 302,9                               | 8,5                | 192,4                        | 135,3 (*)               | 7,7                       | 25,2                    | 140           |
| 2019 EU5                                    | ?                                   | 42 600                              | 1220                                | 46,8                                | 2400                                | 81,1                                | 0,96                                | 109,2                               | 18,2               | 109,2                        | 218,4 (*)               | 6,4                       | 25,6                    | 180           |
| 2020 MQ53                                   | ?                                   | 21 395                              | 770                                 | 55,6                                | 1486                                | —                                   | 0,93                                | 18,6                                | 73,4               | 287,1                        | 305,7 (*)               | 8,6                       |                         | 70            |
| 2021 DK18                                   | ?                                   | 21 400                              | 770                                 | 44,4                                | 1500                                | 66,3                                | 0,94                                | 234,8                               | 15,4               | 322,3                        | 197,0 (*)               | 6,8                       | 25,1                    | 180           |
| 2021 RR205                                  | ?                                   | 31 200                              | 992                                 | 55,5                                | 1930                                | 60,0                                | 0,94                                | 208,6                               | 7,6                | 108,3                        | 316,9 (*)               | 6,8                       | 24,6                    | 180           |
| Ідеальні елементи орбіти згідно з гіпотезою |                                     | —                                   | >250                                | >30                                 | —                                   | —                                   | >0,5                                | —                                   | 10~30              | —                            | 2~120                   | —                         | —                       | —             |
| Гіпотетична Дев'ята планета                 |                                     | 8000—22 000                         | 400—800                             | ~200                                | ~1000                               | ~1000?                              | 0,2—0,5                             | ~150                                | 15—25              | 91±15                        | 241±15                  |                           | >22,5                   | ~40,000       |

- (*) довгота перигелію ϖ поза межами очікуваного діапазону.
- — об'єкти, включені в оригінальне дослідження Трухільйо та Шеппарда (2014)[33].
- — додані в дослідженні Брауна й Батигіна 2016 року[34][35][36].
- Про всі інші об'єкти буде оголошено пізніше.

Найбільш екстремальним випадком є астероїд 2015 BP519, з неофіційною назвою Каху (Caju), який має найвищий нахил орбіти і найвіддаленішу вузлову відстань; ці властивості роблять його ймовірним винятком у цій популяції.